# Mont-de-Marsan
Mont-de-Marsan (gask. Lo Mont) – miejscowość i gmina we Francji, w regionie Nowa Akwitania, w departamencie Landy.
Według danych na rok 1990 gminę zamieszkiwało 28 328 osób, a gęstość zaludnienia wynosiła 768 osób/km² (wśród 2290 gmin Akwitanii Mont-de-Marsan plasuje się na 11. miejscu pod względem liczby ludności, natomiast pod względem powierzchni na miejscu 206.).
Urodził się tutaj w 1945 Alain Juppé, francuski polityk gaullistowskiej partii RPR, dwukrotny premier Francji w latach 1995–1997.

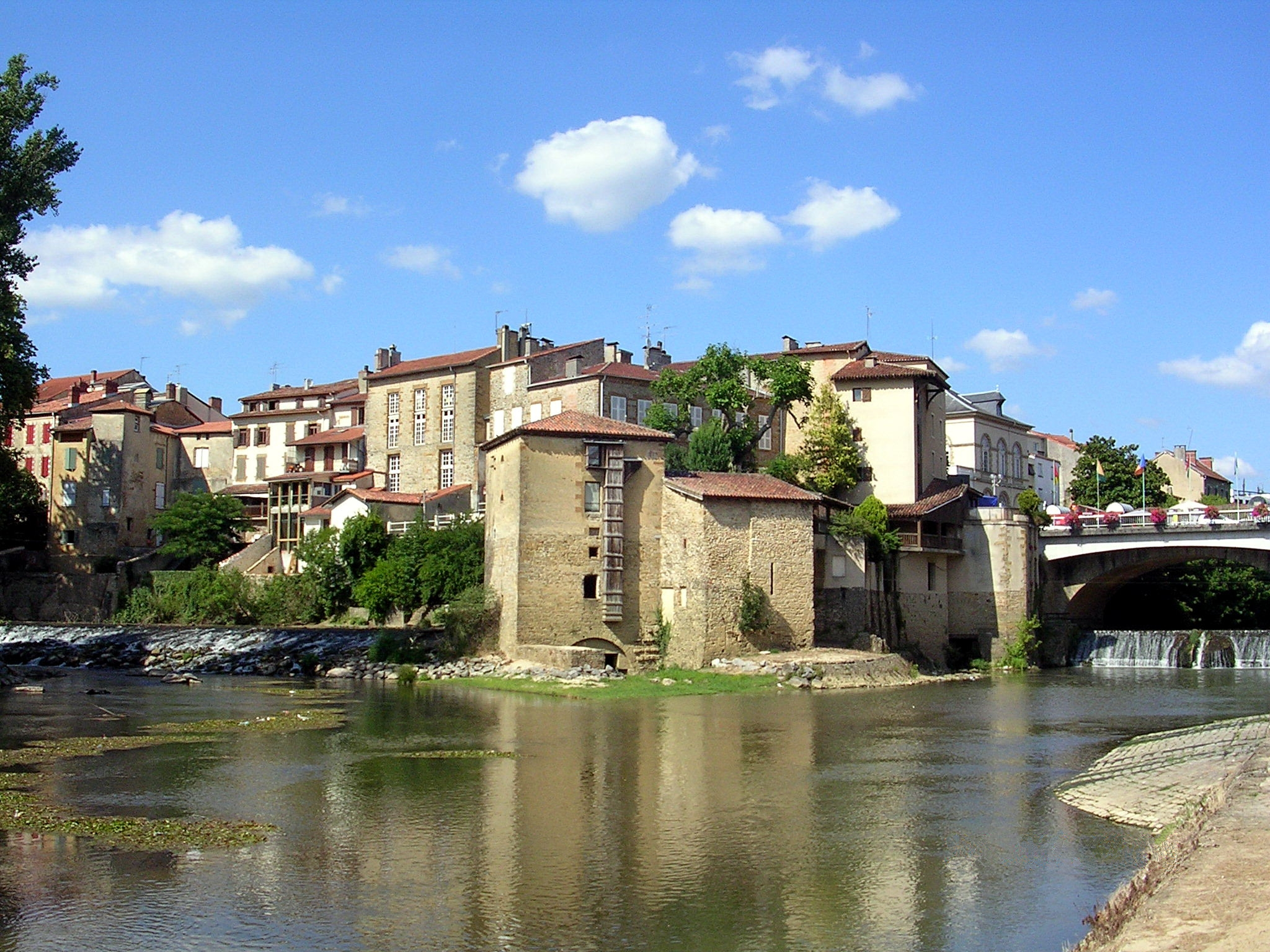
Mont-de-Marsan